# One Piece Film: Red
One Piece Film: Red (ONE PIECE FILM RED, ワンピース フィルム レッド, Wan Pīsu Firumu Reddo) est un film d'animation japonais réalisé par Gorō Taniguchi, sorti en 2022. Il s'agit du quinzième film fondé sur la série One Piece, d'Eiichirō Oda, dont il célèbre le vingt-cinquième anniversaire du manga.
L’histoire se déroule sur l'île d'Élégia où l'équipage au Chapeau de paille va voir un concert. Ils sont impatients d’écouter la chanteuse la plus connue du monde, Uta, qui se trouve être la fille du légendaire pirate Shanks Le Roux et une amie d'enfance de Luffy.

## Synopsis
Sur l'île en ruine d'Élégia, de nombreux civils se pressent pour assister au concert d'Uta. Cette chanteuse complètement inconnue, devint la coqueluche du monde entier en 2 ans grâce à ses concerts diffusés via escargophone. Pour la première fois, l'idole va faire une apparition en public et son concert sera retransmis en mondovision. Luffy et son équipage y assistent également.
De leur côté, Les Cinq Doyens, les chefs de la Marine, ordonnent la capture d'Uta, voire son élimination car elle pourrait mettre en péril l'équilibre mondial. Borsalino et Issho sont donc envoyés sur l'île avec une flotte navale. Après la première chanson, Luffy arrive sur scène et demande si elle le reconnaît, car Uta était la fille de Shanks Le Roux. Elle et Luffy jouaient souvent ensemble quand ils étaient petits. Uta, en tant que chanteuse attitrée de l'équipage du Roux partait même en expédition avec eux au grand dam de Luffy. Un jour, Uta ne revint pas et Luffy ne sut jamais vraiment ce qui était arrivé. Uta, heureuse, le serre dans ses bras mais écourte vite la discussion car son public, des gens pauvres ayant perdus le peu qu'ils avaient à cause des pirates, détestent les forbans. Ces derniers d'ailleurs, ne tardent pas à tenter de capturer Uta pour espérer une rançon mais la chanteuse les maîtrise sans mal notamment les deux membres de l'équipage de Big Mom, Brûlée et Oven.
Uta demande à Luffy de renoncer à la piraterie pour faire partie de la Nouvelle ère qu'elle souhaite créer mais le jeune garçon refuse. Uta devient alors agressive et exige que lui et son équipage, qui s'apprêtaient à partir, restent au concert. Grâce à ses pouvoirs, tous se retrouvent collés contre une partition de musique à l'exception de Luffy qui est protégé par l'intervention de Bartolomeo et sa barrière. Les deux pirates sont ensuite téléportés hors de scène par Trafalgar Law, qui était venu accompagner Bepo au concert. Uta ordonne alors aux spectateurs de les capturer sous l'oeil de Blueno, Kobby et Hermep qui ont infiltré l'événement. La petite troupe de Luffy rencontre Gordon, l'ancien dirigeant d'Élégia qui les cache et leur explique que l'île fût détruite en une nuit par des pirates : ceux de Shanks, abandonnant au passage Uta, qu'il éleva loin de tout. Luffy n'en croit pas un mot mais les pirates sont obligés de s'enfuir encore une fois. Bepo ayant été transformé en ourson, Uta s'approche de Gordon et lui explique qu'elle s'apprête à chanter la partition intitulée Tot Musica. Gordon la conjure de la détruire mais Uta n'en a cure et retourne chasser les pirates. Luffy et Bartomoleo s'égarent et retrouvent le Thousand Sunny transformé en petit lion bipède.
Pendant ce temps, la Marine accoste sur Élégia et découvre que l'intégralité du public est endormi. Sur scène, Uta est en train de manger des champignons qui empêchent de dormir jusqu'à ce que la personne meurt d'épuisement. Ayant étudiée ces capacités, la Marine a découvert qu'Uta a mangé le Fruit de la Musique qui envoie l'âme de quiconque l'écoute chanter dans un rêve commun où Uta peut agir comme bon lui semble. Normalement, son pouvoir s'amenuise lorsqu'elle dort mais ayant mangée ces champignons, si Uta meurt, les âmes mourront également. Il s'agit de la Nouvelle Ère qu'Uta souhaite créer où les populations, libérées des malheurs de l'existence physique, pourront vivre en paix. Les Amiraux exigent qu'elle libère tout le monde mais Uta utilise ses pouvoirs pour que les corps physiques des dormeurs attaquent les militaires.
Dans le monde du rêve, Blueno, Kobby et Hermep réunissent les pirates encore libres et libèrent l'équipage de Luffy grâce à Brook qui déchiffre la partition sur laquelle l'équipage était accroché. Une contre-attaque est organisée et Gordon supplie d'arrêter sa fille adoptive avant qu'elle ne chante la partition qui libérerait Tot Musica, Le roi-démon qui plongerait la réalité dans le chaos. Pour cela, l'équipage de Luffy part chercher des informations dans le sous-sol d'un château en ruine et se battent contre les gardiens du lieu. Luffy, lui, part se battre contre Uta qui devient de plus en plus instable. En effet, un Dragon Céleste endormi (noble qui a droit de vie ou de mort sur quiconque) demande à l'acheter. Cet incident a conduit les spectateurs à revenir à la réalité quelques instants et les a poussé à vouloir partir (sans savoir qu'ils étaient dans un rêve). Uta les a donc transformé en peluches et nourritures pour empêcher cela. Luffy lui demande d'arrêter mais Uta refuse expliquant qu'elle hait Shanks et les pirates depuis son abandon par ce dernier. Dans la réalité, Uta s'apprête à poignarder Luffy, inconscient mais Shanks apparaît alors pour la réconforter. Uta, complètement folle, chante la partition et libère Tot Musica.
Gordon révèle alors aux pirates que Shanks avait amené Uta sur Élégia pour qu'elle devienne cantatrice grâce à sa superbe voix. La population était aux anges et Tot Musica, enfermé dans sa partition, réussit à s'évader. Uta, ne sachant pas ce qu'était le morceaux, le chanta, le libérant. L'île fût dévastée mais Uta n'étant qu'une enfant, Shanks et ses hommes détruisirent le démon facilement. Pour éviter qu'Uta ne soit chassée, Shanks demanda à Gordon de les accuser à sa place. En complément, Uta explique qu'elle était au courant de tout à la suite de l'enregistrement d'un escarméra qu'elle découvrit sur une plage. En voyant la souffrance quotidienne des populations, Uta décida d'exécuter son plan. Dans le monde du rêve, l'équipage de Luffy a découvert que le seul moyen d'arrêter le processus était de créer une frappe coordonnée entre la réalité et le rêve. Les pirates détruisent alors les membres de Tot avant qu'une attaque conjointe de Luffy, passé en Gear 4 , et Shanks ne le terrasse définitivement. Proche de la mort, Uta libère alors l'intégralité des spectateurs en chantant une dernière chanson.
De retour dans la réalité sur le pont du Thousand Sunny, Luffy observe le bateau de Shanks au loin. L'équipage du Roux entoure le cercueil d'Uta et Shanks se souvient qu'il avait trouvé le bébé dans un coffre de pirate. Ayant été adopté lui aussi, Shanks avait décidé de s'occuper de la petite fille. Le vœu d'Uta ne reste cependant pas vain car les populaces continuent d'écouter ses chansons pour oublier la dureté du quotidien.
La scène post-crédits montre Luffy sur la tête du Sunny s'assurant qu'il ne parle plus et repensant à Uta avant de crier qu'il deviendra le roi des Pirates.

## Fiche technique
- Titre original : One Piece Film : Red (ONE PIECE FILM RED, Wan Pīsu Firumu Reddo?)
- Réalisation : Gorō Taniguchi
- Scénario : Kuroiwa Tsutomu
- Musique : Yasutaka Nakata
- Direction artistique : Hiroshi Kato
- Photographie : Ema Tsunetaka
- Montage : Kentaro Kawasaki
- Production : Eiichirō Oda
- Société de production : Toei Animation
- Sociétés de distribution : Toei Company (Japon), Pathé (France)
- Pays de production :  Japon
- Langue originale : japonais
- Genre : piraterie
- Dates de sortie :
  - Japon : 6 août 2022
  - France : 10 août 2022

## Distribution

### Voix originales
- Mayumi Tanaka : Monkey D. Luffy
- Kazuya Nakai : Roronoa Zoro
- Akemi Okamura : Nami
- Kappei Yamaguchi : Usopp
- Hiroaki Hirata : Sanji Vinsmoke
- Ikue Ōtani : Tony-Tony Chopper
- Yuriko Yamaguchi : Nico Robin
- Kazuki Yao : Franky
- Chō (en) : Brook
- Katsuhisa Hōki (en) : Jinbe
- Shūichi Ikeda (en) : Shanks
- Kaori Nazuka : Uta
- Ado : Uta (chant)
- Kenjiro Tsuda (en) : Gordon
- Yuki Yamada : Eboshi
- Soshina (en) : Hanagasa
- Seiya (en) : Kaginote
- Chise Niitsu : Romy
- Yūki Kaji : Yorueka
- Aruno Tahara (en) : Ben Beckmann
- Jin Domon : Lucky Roo
- Michitaka Kobayashi (en) : Yasopp
- Kenichi Ono : Limejuice
- Kotaro Nakamura : Bonk Punch
- Bin Shimada : Monster
- Issei Futamata : Building Snake
- Hikaru Midorikawa : Hongo
- Jōji Nakata : Howling Dab
- Shirō Saitō (en) : Rockstar
- Hiroshi Kamiya : Trafalgar D. Water Law
- Yasuhiro Takato (en) : Bepo
- Mika Doi : Kobby
- Kōichi Nagano : Hermep
- Shinichiro Ohta (en) : Momonga
- Ikuya Sawaki : Issho
- Ryōtarō Okiayu (en) : Borsalino
- Fumihiko Tachiki : Sakazuki
- Tomokazu Seki : Rob Lucci
- Seiji Sasaki (en) : Blueno
- Naomi Shindō : Kalifa
- Keiichi Noda (en) : 1er doyen
- Masato Hirano : 2e doyen et 3e doyen
- Kenichi Ogata : 4e doyen
- Yasunori Masutani (en) : 5e doyen
- Mami Koyama : Charlotte Linlin
- Tomokazu Sugita : Charlotte Dent-de-chien
- Yūya Uchida (en) : Charlotte Slurp
- Masafumi Kimura (en) : Charlotte Oven
- Yūko Mita : Charlotte Brûlée

### Voix françaises
- Stéphane Excoffier : Monkey D. Luffy
- Alain Eloy : Roronoa Zoro
- Delphine Moriau : Nami
- Jean-Pierre Denuit : Usopp
- Olivier Cuvellier : Sanji Vinsmoke
- Marie Van R : Tony-Tony Chopper
- Fabienne Loriaux : Nico Robin
- Martin Spinhayer : Franky
- Maxime Donnay : Brook
- Michel de Warzée : Jinbe
- Nicolas Matthys : Shanks et Charlotte Dent-de-chien
- Marie Braam : Uta
- Hoshi : Uta (chant)
- Daniel Nicodème : Gordon
- Pierre Lognay : Trafalgar D. Water Law
- Monique Clémont : Charlotte Linlin
- Quentin Minon : Charlotte Slurp
- Stéphane Oertli : Charlotte Oven
- Nathalie Hons : Charlotte Brûlée

## Production
Le 21 novembre 2021, après la diffusion du 1000e épisode de One Piece, la sortie d'un nouveau film intitulé One Piece: Red est annoncée pour le 6 août 2022 au Japon. Le film sort en salles françaises le 10 août 2022.

## Musiques

### Uta no Uta
L'album sort le 10 août 2022. Les chansons en version originale sont chantées par Ado mais écrites et produites en collaboration avec différents artistes. L'album contient également une autre version de Binks' Sake chantée par Ado.
| 1.    | New Genesis              | Ado & Yasutaka Nakata  | 3:46 |
| 2.    | I'm invincible           | Ado & Mrs. Green Apple | 4:17 |
| 3.    | Backlight                | Ado & Vaundy           | 3:57 |
| 4.    | Fleeting Lullaby         | Ado & FAKE TYPE.       | 2:53 |
| 5.    | Tot Musica               | Ado & Hiroyuki Sawano  | 3:15 |
| 6.    | The World's Continuation | Ado & Yuta Orisaka     | 4:47 |
| 7.    | Where the Wind Blows     | Ado & Motohiro Hata    | 4:32 |
| 8.    | Binks' Sake              | Ado                    | 3:26 |
| 30:56 |                          |                        |      |

### Les Chansons d'Uta
Les chansons sont disponibles sur les plateformes d'écoute en streaming le 11 août 2022. L'album sort le 9 septembre 2022. Les chansons sont adaptées et interprétées par Hoshi dans la version française.
| 1.    | Nouvelle Ère          | Hoshi | 3:44 |
| 2.    | Je suis la plus forte | Hoshi | 4:15 |
| 3.    | À contre-jour         | Hoshi | 3:55 |
| 4.    | La Berceuse éphémère  | Hoshi | 2:51 |
| 5.    | Tot Musica            | Hoshi | 3:11 |
| 6.    | Le Monde d'après      | Hoshi | 4:45 |
| 7.    | Où va le vent         | Hoshi | 4:26 |
| 27:09 |                       |       |      |

### One Piece Film: Red- Original Soundtrack
L'album sort le 28 octobre 2022. Il contient 47 titres composés par Yasutaka Nakata.

## Accueil

### Sortie
En France, Red est diffusé en avant-première, uniquement en VOSTFr, les 6 et 7 août 2022, à l'occasion de la sortie du film au Japon. Lors de certaines projections, des débordements sont relevés par les médias, notamment à Marseille. Lors de la scène finale, certains spectateurs se déshabillèrent, jetèrent du pop-corn sur la scène puis coururent devant l'écran. À Mérignac, la projection du film fut stoppée car des spectateurs déclenchèrent l'alarme incendie. La direction du cinéma dut rembourser l'intégralité du public y compris ceux venus pour d'autres films. Dans une interview au journal Le Parisien, la direction du Grand Rex, connu pour ses avant-premières chahutées, dit assumer « les scènes d'euphorie »,. Dans les colonnes du Figaro, la direction de Pathé Films, distributeur du film, estime que ces incartades sont « à relativiser ».

### Accueil critique
En France, le site Allociné donne une moyenne de 3,0⁄5, après avoir recensé 15 titres de presse.
Dans son ensemble, la presse française est plutôt satisfaite du nouveau long-métrage de la franchise au chapeau de paille.
Pour la critique de France Info Culture : « Sans apporter de réelles nouveautés par rapport aux précédents films, ce nouvel opus ne manque toutefois pas d'énergie et offre quelques belles scènes musicales. ». Pour Les Inrockuptibles : 
De son côté, le site IGN France conclut : « De bonnes idées pour le nouveau film One Piece, mais une histoire un brin artificielle et mal rythmée pour remettre Shank sous les projecteurs. Pour les amateurs de J-music plus que de combats. » De son côté, Les Fiches du cinéma se montre plus méticuleux, mais conclut leur critique de manière positive : « Le film réussit l’exploit – non sans quelques faux pas visuels – de s’adresser aux aficionados comme aux non-initiés ».
La critique du Journal du Geek s'est montrée très déçue quant à la nouvelle adaptation de la franchise, notamment pour la partie musicale. Il conclut ainsi : « One Piece Film – Red n'est pas le plus réussi des incursions du manga sur grand écran parce qu'il est peut-être celui qui prend le plus de risque. En cherchant à appuyer sa différence, aussi bien dans son animation que dans sa volonté malhabile de replacer des personnages au centre du récit, il marque une étape dans la vie de Luffy que chacun.e appréciera en fonction de sa propre relation avec l'œuvre d'Oda. Sauf pour la musique. Plus jamais ça. ».

### Box-office
| Pays ou région | Box-office              | Date d'arrêt du box-office | Nombre de semaines |
| -------------- | ----------------------- | -------------------------- | ------------------ |
| France         | 972 774 entrées         | 5 octobre 2022             | 8                  |
| Japon          | 14,27 millions d'entrée | 29 janvier 2023            | 25                 |

#### Japon
Au Japon, le film se classe à la première position du box-office lors de son premier week-end d'exploitation, avec 1,58 million de billets vendus et 2,254 milliards de yens générés, soit 78 % de plus que le précédent film Stampede. Le film dépasse les 3,6 millions de billets en huit jours. Après 10 jours, le film a généré plus de 7 milliards de yens pour 5 millions de billets, devenant ainsi le film de la licence le plus lucratif devant One Piece : Z. En 20 jours, le film dépasse les 10 milliards de yens générés, devenant le film le plus rapide à atteindre ce palier en 2022. Après sept week-ends, le film reste classé à la première place du box-office, et devient le septième film le plus lucratif au Japon devant Les Enfants du Temps. Le film reste classé à la première place du box-office pendant onze semaines consécutives, pour un total de plus de 17,1 milliards de yens générés pour 12,31 millions de billets. Le film tombe à la troisième position lors du 12e week-end, avant de revenir à la première place les deux semaines suivantes. Le film chute ensuite à la troisième place lors de son 15e week-end, à la quatrième place pour ses 16e et 17e week-ends, à la septième place lors des 18e et 19e week-ends, puis à la neuvième place lors du 20e week-end. Avec ces performances, le film se classe à la première place du box-office japonais sur l'année 2022, avec 18,78 milliards de yens générés. Au global, après la fin de diffusion le 29 janvier 2023, le film a généré plus de 19,7 milliards de yens pour 14,27 millions de tickets, devant le quatrième film d'animation le plus rentable au Japon, devant Le Château ambulant, et le huitième film au global.

#### France
Pour son premier jour d'exploitation, One Piece: Red réalise 267 631 entrées, dont 119 311 en avant-première, pour 631 copies. Au moment de sa sortie, il s'agit du meilleur film d'animation pour un premier jour, loin devant Jujutsu Kaisen 0 et ses 113 443 entrées. Ce succès est à mettre en perspective avec les sorties récentes du 100e tome du manga ainsi que du 1000e épisode de la série animée. A titre de comparaison, le précédent film One Piece à être sorti au cinéma, One Piece: Gold, n'avait réalisé que 4 053 entrées.
Au bout d'une première semaine d'exploitation, le long-métrage se classe numéro 1 du box-office avec 575 182 entrées (avant-premières incluses), devant Bullet Train (313 237) et Nope (224 705). C'est la première fois qu'un film japonais se classe au sommet du box-office depuis Le Château ambulant en janvier 2005, et c'est le deuxième meilleur démarrage de tous les temps pour un film japonais derrière Pokémon, le film : Mewtwo contre-attaque en avril 2000 qui avait réalisé 807 086 entrées en première semaine[réf. souhaitée].
Après une deuxième semaine d'exploitation française, le long-métrage réalise 199 387 entrées pour une troisième place au box-office, juste derrière Les Minions 2 : Il était une fois Gru (199 638) et devant Krypto et les Super-Animaux (188 955).